# Гернет, Нина Владимировна
Нина Владимировна Гернет (27 июня [9 июля] 1899, Одесса — 1 апреля 1982, Ленинград) — русский советский драматург, прозаик.

## Биография
Нина Гернет родилась 27 июня (9 июля) 1899 года в семье химика Владимира Александровича Гернета и его жены Елены Алексеевны Жеребко-Ротмистренко (1864—1937).
Детство её прошло в Одессе на Княжеской улице, 12 (впоследствии она напишет повесть «Дети с Княжеской», доныне не опубликованную), а летом семья жила на 13-й станции Большого Фонтана, у моря.
В спортивном обществе «Сокол» она занималась гимнастикой. В 1921 году её мобилизовали на военную службу инструктором.
Первой серьёзной литературной школой было участие Нины Гернет в «Коллективе поэтов». Общение с Ильфом, Багрицким, Олешей заложило основы её литературного вкуса, любовь к чёткости и образности языка и строгость к себе.
В послереволюционные годы преподавала гимнастику в школах. Выйдя замуж и переехав в Ленинград, также преподавала физкультуру в школе, одновременно занимаясь в Институте сценических искусств. Окончив режиссёрский факультет, была направлена на Ижорский завод руководителем агитбригады, ставила «живую газету» — и писала очерк о людях и делах завода. Очерк был принят «Молодой гвардией» и издан отдельной книжкой «Тринадцатый в мире» (1931), а Нина Гернет привлекла внимание С. Я. Маршака. Он предложил ей написать книгу для детей.
Обучение искусству литературы для детей в школе Маршака дало плоды. Повесть «Три палатки» вышла в 1933 году тиражом 50000, на следующий год была переиздана.
Нине Владимировне предложили заведовать редакцией журнала для дошкольников и младших школьников «Чиж». В журнале сотрудничали замечательные писатели и художники: Е. Шварц, Д. Хармс, Б. Житков, В. Бианки, Е. Чарушин, В. Конашевич и другие.
В 1937 году произошёл разгром маршаковского Детгиза. Была уволена и Гернет.
Член Союза писателей с 1939 года.
С 1929 года Гернет вела уроки драматургии в Доме художественного воспитания детей, писала сценки и пьески, а в 1935 году попробовала силы в кукольном театре. Пьеса «Гусёнок», созданная вместе с Т. Гуревич, оказалась удачной. Гернет сделала кукольную драматургию своей профессией. Начиная с «Волшебной лампы Аладдина», все пьесы Гернет ставились в театре С. В. Образцова. Более чем 30-летнее содружество с этим коллективом дало пьесам Гернет успех и долгую жизнь.
В 1967 году на фестивале в Чехословакии пьеса Н. Гернет «Сказка о маленьком Каплике» получила четыре премии из семи. В 1971 году высшая награда чехословацких кукольников — золотая медаль имени Йозефа Скупы — впервые была присуждена иностранному автору — Нине Гернет. В 1980 году ХІІI Всемирный Конгресс УНИМА (международного союза деятелей кукольного театра) избрал Нину Владимировну Гернет своим почётным членом.
Когда Нина Гернет узнала, что в одном из северных лагерей заключённые устроили кукольный театр, она стала помогать этому театру — посылала книги и другие пособия, материалы для кукол и ширмы, пьесы, в том числе рукописи своих пьес — прежде чем они публиковались на воле. С руководительницей театра Тамарой Цулукидзе у неё с тех пор завязалась дружба на всю жизнь.
Также подружилась она с кукольниками японского театра «Карабас» (Токио) и его руководителями, супругами Оои — Кадзуо и Хироко. Гернет подарила Оои-сан несколько своих пьес, которые Кадзуо перевёл на японский. Сборник пьес Н. Гернет, вышедший в СССР в 1975 году, был также переведён ими. Книга вышла на японском языке в начале 1981 года.
Умерла после долгой болезни 1 апреля 1982 года. Похоронена на кладбище Санкт-Петербургского крематория.

## Избранная библиография
- Катя и крокодил (в соавторстве с Г. Ягдфельдом) 1957, 1959, 1967, 1974
- Катя и чудеса (в соавторстве с Г. Ягдфельдом) 1963
- Пропал дракон (в соавторстве с Г. Ягдфельдом) 1968
- Сестрёнка 1953, 1960
- Три палатки 1933, 1934

## Экранизации
- 1956 — «Девочка и крокодил» (художественный фильм)
- 1962 — «Светлячок № 2» (мультфильм)
- 1963 — «Хочу быть отважным» (мультфильм)
- 1966 — «Катя и крокодил» / Káťa a krokodýl (художественный фильм, пр-во Чехословакия, реж. Вера Пливова-Шимкова)
- 1968 — «Сказка про лунный свет» (мультфильм)
- 1969 — «Весёлое волшебство» (фильм-сказка)
- 1976 — «Про дракона на балконе, про ребят и самокат» (нет в титрах)

## Семья
- Первый муж (1923—1931 гг.) — Михаил Владимирович Рауш (бывший барон Рауш фон Траубенберг, 1904—1941), радиоинженер, преподаватель, погиб в блокаду.
  - сын — Эрик Михайлович Рауш-Гернет (1927—2021), инженер по вакуумной электронике, член-учредитель Русского генеалогического общества.
- Второй муж — Михаил Александрович Салье.